# Casearia esculenta
Casearia esculenta Roxb. – gatunek rośliny z rodziny wierzbowatych (Salicaceae Mirb.). Występuje naturalnie na Sri Lance oraz w Indiach (w stanach Andhra Pradesh, Tamilnadu oraz Kerala). 

## Morfologia
PokrójZmozielone drzewo lub krzew dorastające do 6–8 m wysokości.
LiścieBlaszka liściowa ma kształt od eliptycznego do podługowato eliptycznego. Mierzy 6–10,5 cm długości oraz 2–4,5 cm szerokości, jest karbowana na brzegu lub niemal całobrzega, ma klinową nasadę i ostry wierzchołek. Ogonek liściowy jest nagi i dorasta do 7–12 mm długości.
KwiatySą zebrane w pęczki, rozwijają się w kątach pędów. Mają 5 działki kielicha o eliptycznym kształcie i dorastających do 2 mm długości. Kwiaty mają 8 pręcików.
OwoceMają elipsoidalny kształt i osiągają 2,5 cm średnicy.

## Biologia i ekologia
Rośnie w lasach. Występuje na wysokości do 800 m n.p.m.